# Eucelatoria elongata
Eucelatoria elongata là một loài ruồi trong họ Tachinidae.